# Tretzena temporada de Supernatural
La tretzena temporada de Supernatural, una sèrie de televisió estatunidenca de terror i de fantasia creada per Eric Kripke, es va estrenar el 12 d'octubre de 2017, en el canal The CW. La temporada consistirà de 23 episodis emesos cada dijous a les 8.00 pm (ET). Aquesta és la segona temporada amb Andrew Dabb i Robert Cantant com a showrunners.
Aquesta temporada presentarà un backdoor pilot a un possible espin-off anomenat Wayward Sisters, amb les protagonistes Kim Rhodes com a Xèrif Jody Molins, Briana Buckmaster com a Xèrif Donna Hanscum, Kathryn Newton com a Claire Novak, Katherine Ramdeen com a Alex Jones, Clark Backo com a Patience Turner i Yadira Guevara-Prip com a Kaia Nieves. La temporada també presentarà un episodi animat de crossover amb Scooby-Doo.

## Repartiment

### Protagonistes
- Jared Padalecki com a Sam Winchester
- Jensen Ackles com a Dean Winchester
- Mark Pellegrino com a Lucifer
- Alexander Calvert com a Jack
- Misha Collins com a Castiel

### Estrella convidada especial
- Loretta Devine com a Missouri Moseley

### Estrelles convidades
- Samantha Smith com a Mary Winchester
- Ruth Connell com a Rowena[6]
- Osric Chau com a Kevin Tran[7]
- Kim Rhodes com a Sheriff Jody Mills
- Briana Buckmaster com a Sheriff Donna Hanscum
- Kathryn Newton com a Claire Novak
- Katherine Ramdeen com a Alex Jones
- Clark Backo com a Patience Turner
- Yadira Guevara-Prip com a Kaia Nieves
- Christian Keyes com a Michael[8]
- Keith Szarabajka com a Donatello Redfield
- Courtney Ford com a Kelly Kline
- Jeffrey Vincent Parise com a Asmodeus
- Lisa Berry com a Billie

## Episodis
| No.sèrie | No. temporada | Títol                       | Director             | Escriptor                          | Data original d'emisió | Prod.code | Espectadors U.S. (milions) |
| --- | ------------- | --------------------------- | -------------------- | ---------------------------------- | ---------------------- | --------- | -------------------------- |
| 265 | 1             | "Lost and Found"            | Phil Sgriccia        | Andrew Dabb                        | Octubre 12, 2017       | T13.20551 | 2.10                       |
| El fill de Lucifer, Jack sembla insegur de si mateix i del món. Dean intenta disparar-li i ell noqueja als dos Winchesters amb un crit sonor, marxant a buscar al seu pare. Acaba en una estació de policia local i sembla bàsicament innocent però no està segur de poder controlar el seu poder. Sam i Dean el segueixen, Dean insisteix a matar-lo, però Sam veu a Jack com un nen. Mentre que Dean explica què és Jack a un oficial local, Jack explica al Sam que va aprendre anglès i va créixer ràpidament, ja que, la seva mare que li va dir que el món era perillós i que Castiel era el pare que el protegiria. Es presenten tres àngels que volen utilitzar el poder gairebé il·limitat de Jack per a ells mateixos. Els Winchesters desterran a dos d'ells i maten la tercera; Jack és apunyalat en el cor en el procés però la daga dels angels no té cap efecte sobre ell. Dean accepta portar-lo al búnquer; però només fins que puguin trobar la manera de matar-lo. Estan ells dos sols donat que Chuck no respon les seves oracions. Donen a Castiel i Kelly un funeral de caçador, també dient adéu a Crowley i a Mary a la que suposen que Lucifer ha matar. En el món alternatiu, Lucifer manté viva a María perquè la necessita per alguna cosa. |               |                             |                      |                                    |                        |           |                            |
| 266 | 2             | "The Rising Son"            | Thomas J. Wright     | Eugenie Ross-Leming & Brad Buckner | Octubre 19, 2017       | T13.20552 | 1.90                       |
| En el camí de tornada al búnquer, els Winchesters i Jack s'aturen en un hotel i el Profeta Donatello els va a trobar. Amara es va menjar la seva ànima, però des de llavors ha estat prenen les decisions morals mentalment, i ha estat atret pel poder de Jack. Jack llegeix la Bíblia per aprendre més sobre ell i la seva família. En adonar-se que necessitarà més protecció, els Winchesters intenten tatuar-lo amb els símbols protectors contra dimonis, però ell ataca a l'artista del tatuatge al fer-li mal, i el seu cos absorbeix la tinta. Dean ho interpreta com una prova que Jack es tornarà malvat, mentre que Sam pensa que és perquè no sap controlar els seus poders. Mentrestant, el darrer Príncep de l'Infern, Asmodeus, s'encarrega de l'infern fins que Lucifer torni, prenent la forma de Donatello per enganyar a Jack l'obliga a alliberar les criatures més fosques del Shedim-infern. Els germans i el veritable Donatello apareixen, i quan Asmodeus els fa mal, un parpelleig del poder de Jack el fa fugir. Al búnquer, Dean admet a Jack que el matarà si es torna malvat. En el món alternatiu, Lucifer protegeix a Mary, amb la intenció de intercanviar-la per Jack quan arribin a casa. Es troben amb una versió alternativa de Michael, que va matar el Lucifer del seu món. En la baralla Michael és el més fort, i captura a Lucifer. |               |                             |                      |                                    |                        |           |                            |
| 267 | 3             | "Patience"                  | Robert Singer        | Robert Berens                      | Octubre 26, 2017       | T13.20553 | 1.93                       |
| Missouri Mosley ("Home" de la Temporada 1) crida als Winchesters perquè un Espectre amb gust pels psíquics va darrere de la seva família. Dean i Jody van a protegir el seu fill James i la seva neta Patiènce, que no sap que va heretar el do de Missouri. L'Espectre reapareix i mata Missouri com sabia que ho faria. James revela que va allunyar la seva mare de la seva vida fa molts anys, ja que es va criar tement que ella seria assassinada i quan la seva esposa Tess va emmalaltir, Missouri va dir que estaria bé; però Tess va morir, i James no va poder perdonar a Missouri. L'enemic ataca la Patience a l'escola i després la segresta de casa amb la intenció d'alimentar-se'n lentament. La Patience veu que la mort del seu pare, Jody i Dean en una visió, gràcies a la qual és capaç d'advertir-los i Dean mata a l'Espectre. James i Dean pensen que la Patience ha de viure una vida normal, però Jody li diu que és la seva elecció i que la seva porta està oberta si necessita ajuda. Mentrestant, Sam intenta entrenar a Jack sense cap progrés. Jack ho pren com a signe que serà malvat ja que els seus poders només funcionen negativament, Sam vol ajudar-lo, ja que Jack li recorda els seus propis dies d'adicció a la sang dimoníaca. Mentre els germans discuteixen sobre ell, Jack diu el nom de Castiel; Castiel sent això i es desperta en un buit del no-res. |               |                             |                      |                                    |                        |           |                            |
| 268 | 4             | "The Big Empty"             | John Badham          | Meredith Glynn                     | Novembre 2, 2017       | T13.20554 | 1.82                       |
| Un home és assassinat per la seva esposa morta. Prenent el cas, Sam convenç a Dean de deixar que Jack s'hi uneixi; també havent convençut a Jack d'ajudar a salvar a Mary si pot dominar els seus poders. No hi ha indicis d'un fantasma o zombie. Una dona és assassinada pel seu fill mort. Ambdues víctimes van compartir una terapeuta del dolor Mia, a qui els nois van a preguntar fingint ser tres germans que han perdut a la seva mare. Sam i Dean entren en una discussió sobre Mary; i Sam descobreix que Mia és un canviador de forma. Mia diu que només ajuda a la gent transformant-se en els seus éssers estimats per donar-li un tancament a la seva relació, i l'assassí ha de ser el seu ex nuvi, Buddy. Mentre que Sam es dirigeix a Buddy, Buddy es fica a l'oficina de Mia i colpeja a Dean i Jack. Quan Mia es nega a matar-los, Buddy es prepara per disparar a Sam quan entra a l'habitació. Jack pot utilitzar els seus poders per desviar la bala de Sam i llançar a Buddy a la paret, permetent a Sam matar-lo. Mia en forma de Kelly li diu a Jack que fins i tot els monstres poden fer el bé. Al búnquer, Dean dona a Jack una certa aprovació; i vol que Sam segueixi creient que Mary està viva, admetent que ho necessita donat que ell ja no creu en res. Mentrestant, Castiel es troba al Buit, un lloc anterior a Déu i Amara, on tots els àngels i els dimonis dormen per sempre després de morir. Castiel és el primer de l'eternitat a despertar. A causa que ell està despert l'Entitat també i pren la forma de Castiel per intentar obligar-lo a torna a dormir, ja que, odia estar desperta. Castiel es nega, obligant a l'entitat a retornar-lo a la Terra. |               |                             |                      |                                    |                        |           |                            |
| 269 | 5             | "Advanced Thanatology"      | John Showalter       | Steve Yockey                       | Novembre 9, 2017       | T13.20555 | 1.71                       |
| Dos adolescents exploren un asil abandonat i un d'ells és assassinat. El supervivent, Shawn, deixa de parlar degut al trauma causat per la situació i sense adonar-se'n s'endur una màscara mèdica amb ell. Els germans Winchester prenen el cas. En Dean insisteix que està bé, però clarament no ho està. Dean és incapaç de fer que en Shawn li expliqui el que va passar aquella nit. Sam descobreix qu en aquell lloc treballava un metge que lobotomitzava als seus pacients i l'endemà Shawn desapareix. Els germans van a l'asil i Dean crema les màscares que destrueixen el metge, però el lloc encara està ple de fantasmes, els de les seves víctimes; Dean es mata per esbrinar on estan els cossos dels pacients. Un cop està en el vel troba a Shawn que li explica que va ser posseït pel metge a través de la màscara i el va matar. Una parca informa que Dean està a al vel i la nova Mort, Billie, va a veure'l. Li explica que en ser la primera parca en Reaper morir després que Dean matés a la vella Mort, va prendre la feina. El que la Mort vol és informació sobre com es va obrir el forat de l'altre univers, Dean li explica que el va obrir Jack. Per la seva sorpresa Billie no vol endur-se a Dean, li explica que són les seves decisions les que determinaran com i quan mor; però que pel moment ell i Sam són molt important pel esdevenir de l'univers, i que els queda molta feina a fer. Dean admet a Sam que necessita una victòria, en aquell moment rep una trucada i l'episodi acaba amb el retrobament amb Castiel. |               |                             |                      |                                    |                        |           |                            |
| 270 | 6             | "Tombstone"                 | Nina Lopez-Corrado   | Davy Perez                         | Novembre 16, 2017      | T13.20556 | TBD                        |
| 271 | 7             | "War of the Worlds"         | Richard Speight, Jr. | Eugenie Ross-Leming & Brad Buckner | Novembre 23, 2017      | T13.20557 |                            |
| 272 | 8             | "The Scorpion and the Frog" | Robert Singer        | Meredith Glynn                     | Novembre 30, 2017      | T13.20558 |                            |
| 273 | 9             | "The Bad Place"             | Phil Sgriccia        |                                    | Desembre 7, 2017       | T13.20559 |                            |
| 274 | 10            | "Wayward Sisters"           | Phil Sgriccia        | Robert Berens i Adrew Dabb         |                        | T13.20560 |                            |

El novè i desè episodi són titulats "The Bad Place" i "Wayward Sisters" respectivament i és un episodi de dues parts dirigit per Phil Sgriccia.

## Producció
Supernatural va ser renovada per una tretzena temporada per The CW el 8 de gener de 2017. Aquesta Temporada és la primera sense Mark Sheppard com a Crowley des de la seva introducció en la temporada 5, l'actor va anunciar al maig de 2017 que no tornaria. Alexander Calvert, qui va ser introduït com a Jack en el final de la temporada12, serà regular a la sèrie per aquesta temporada.

## Audiències
| No. | Títol                  | Data d'emissió   | Rating/share (18–49) | Espectadors (milions) | DVR (18–49) | DVR viewers (millions) | Total (18–49) | Total espectadors (millions) |
| --- | ---------------------- | ---------------- | -------------------- | --------------------- | ----------- | ---------------------- | ------------- | ---------------------------- |
| 1   | "Lost and Found"       | Octubre 12, 2017 | 0.7/3                | 2.10                  | TBD         | TBD                    | TBD           | TBD                          |
| 2   | "The Rising Son"       | Octubre 19, 2017 | 0.7/3                | 1.90                  | TBD         | TBD                    | TBD           | TBD                          |
| 3   | "Patience"             | Octubre 26, 2017 | 0.6/2                | 1.93                  | TBD         | TBD                    | TBD           | TBD                          |
| 4   | "The Big Empty"        | Novembre 2, 2017 | 0.6/2                | 1.82                  | TBD         | TBD                    | TBD           | TBD                          |
| 5   | "Advanced Thanatology" | Novembre 9, 2017 | 0.6/2                | 1.71                  | TBD         | TBD                    | TBD           | TBD                          |